# (6028) 1994 ER1
1994 إي أر 1 (ويعرف أيضًا باسم (6028) 1994 إي أر 1 وفق تسمية الكوكب الصغير) (بالإنجليزية: 1994 ER1)‏ هو كويكب ضمن حزام الكويكبات؛ وترتيبه 6028 من حيث الاكتشاف.
اكتُشف هذا الجُرم الفلكي بواسطة هيروشي كانيدا في 11 مارس 1994.

## وصلات خارجية
- (6028) 1994 ER1 في قاعدة بيانات مختبر الدفع النفاث لأجرام النظام الشمسي الصغيرة

- الاكتشاف · مخطط المدار ·  العناصر المدارية · المعلمات المادية

- (6028) 1994 ER1 على موقع ويكي سكاي: DSS2, SDSS, GALEX, IRAS, Hydrogen α, X-Ray, Astrophoto, Sky Map, Articles and images